# Eumichtis concolor
Eumichtis concolor là một loài bướm đêm trong họ Noctuidae.